# Porte d'En-Bas
Ne doit pas être confondu avec porte d'Embas ou porte d'en bas (Fontenay-Trésigny).
La Porte d'En-Bas est un monument faisant partie de l'enceinte fortifiée de la cité médiévale de Pérouges, dans le département de l'Ain. 

## Situation
Elle est située à l'extrémité sud-est, le long de la rue des Rondes.
La Porte d'En-Bas est l'autre accès (sud-est) à la cité médiévale de Pérouges avec celui de la Porte d'En-Haut située elle, au nord-ouest de la cité.

## Protection
La Porte d'En-Bas fait l’objet d’une inscription au titre des monuments historiques depuis le 11 octobre 1929.